# Grzegorz Piotrowski (wokalista)
Grzegorz Piotrowski (ur. 1975) – polski piosenkarz, muzykolog, kulturoznawca, profesor Uniwersytetu Gdańskiego.

## Życiorys
Ukończył muzykologię na Uniwersytecie im. Adama Mickiewicza w Poznaniu i filologię polską na Uniwersytecie Gdańskim, studiował także historię filmu. W 2004 doktoryzował się z muzykologii pod kierunkiem prof. Jana Stęszewskiego. Śpiewu uczył się u Barbary Bajon i jako autodydakta, studiował również emisję głosu, interpretację i grę aktorską u Bożeny Borowskiej-Kropielnickiej, a w 2011 zdał egzamin eksternistyczny Związku Artystów Scen Polskich, uzyskując tytuł piosenkarza. W 2019 habilitował się z nauk o sztuce. W 2023 na Uniwersytecie Muzycznym Fryderyka Chopina w Warszawie uzyskał stopień doktora wokalistyki pod kierunkiem prof. Ewy Iżykowskiej-Lipińskiej.
Jako śpiewający aktor debiutował w 1993 w Teatrze Miejskim w Gdyni. Występował m.in. w Studiu Polskiego Radia im. Agnieszki Osieckiej w Warszawie, Centrum Impart i Teatrze Capitol we Wrocławiu, Nadbałtyckim Centrum Kultury w Gdańsku, Muzeum im. A. i J. Iwaszkiewiczów w Stawisku, w Teatrze greckim w Segeście (Sycylia), jako gość Festiwalu Wokalistów Rockowych w Jarocinie i na Międzynarodowym Festiwalu Piosenki "Białostockie Malwy" w Białymstoku oraz z recitalami w całej Polsce. W latach 2001–2005 był wokalistą grupy Mercury Project, z którą odbył trasy koncertowe po Wielkopolsce i Lubuskiem; odniósł duży sukces jako Freddie Mercury w widowisku muzycznym osnutym wokół biografii lidera grupy Queen (prem. 2001). Zagrał główne role w kilku spektaklach muzycznych i dramatycznych, m.in. Zmowa mężczyzn (2010), Weill, Gershwin i inni... lata 30., lata 40. (2008), Don Giovanni Mozarta (2006), Trzy siostry Czechowa (2004), Stachuriada według Stachury (1994). Jest laureatem festiwali piosenki (m.in. Grand Prix Dni Łazarza w Poznaniu) i członkiem Polskiego Stowarzyszenia Pedagogów Śpiewu. Wykonuje utwory z pogranicza jazzu, musicalu, popu i piosenki aktorskiej, a także repertuar klasyczny.
Specjalizuje się w muzyce popularnej i jazzie, twórczości Jarosława Iwaszkiewicza i Kurta Weilla, performatyce muzycznej, operze, aktorstwie filmowym i szkle huty Niemen. 
Jest dyrektorem Instytutu Badań nad Kulturą Uniwersytetu Gdańskiego, wykłada także na Akademii Muzycznej im. Stanisława Moniuszki w Gdańsku i w Collegium Civitas w Warszawie. Współpracuje m.in. z Polskim Wydawnictwem Muzycznym w Krakowie, Teatrem Wielkim - Operą Narodową w Warszawie, Filmoteką Narodową - Instytutem Audiowizualnym, Kurt Weill Foundation for Music w Nowym Jorku oraz Deutsche Kinemathek w Berlinie.
Jest autorem książek:
- Syndrom Pogorelicia. Muzyka - opera - performatywność (2020, ISBN 978-83-242-3595-7)
- Muzyka popularna. Nasłuchy i namysły (2016, ISBN 978-83-64822-65-0)
- Fortepian ze Sławska. Muzyka w prozie fabularnej Jarosława Iwaszkiewicza (2010, ISBN 978-83-7611-698-3)
- Siedem grzechów śmiertelnych. Libretto nowe (2008, wspólnie z Katarzyną Wojciechowską, ISBN 978-83-60143-03-2)
- Pre-teksty. Myśli czytelnika i widza (2007, ISBN 978-83-7441-550-7)
- Ałła Pugaczowa - fenomen piosenkarstwa rosyjskiego (2003, ISBN 83-7322-244-8)